# Fedra
Fedra ist eine Opera seria (Originalbezeichnung: „melodramma serio“) in zwei Akten in italienischer Sprache, die 1820 vom bayerischen Komponisten Johann Simon Mayr komponiert wurde. Es handelt sich um die vorletzte Opernkomposition von Mayr. Das Libretto stammt von Luigi Romanelli und beruht auf der Tragödie Phèdre von Jean Racine. Die Oper wurde am 26. Dezember 1820 in der Mailänder Scala uraufgeführt.

## Handlung
Der Inhalt entstammt der griechischen Mythologie. Es handelt sich um die Geschichte des Königspaares Fedra (Phaidra) und Tesèo (Theseus). Dessen Sohn aus erster Ehe Ippolito (Hippolytos) wird von Fedra begehrt. Ippolito aber ist in Aricia heimlich verliebt und vergeben. Damit nimmt das Drama seinen Lauf, und die Dienerin der Fedra, Fedra selbst und Ippolito sterben.

## Werkgeschichte
Fedra ist die vorletzte Oper des Komponisten Johann Simon Mayr. Er komponierte sie für die Karnevalsaison 1821 des Teatro alla Scala in Mailand. Das Libretto verfasste Luigi Romanelli nach der Tragödie Phèdre von Jean Racine.
Bei der Uraufführung am 26. Dezember 1820 sangen Teresa Belloc (Fedra), Nicola Tacchinardi (Tesèo), Adelaide Tosi (Ippolito), Pio Botticelli (Teramene), Maria Castiglioni (Atide) und Pietro Gentili (Filocle). Die Bühnenbilder stammten von Alessandro Sanquirico. Die Produktion hatte einen großen Erfolg. Der Rezensent der Allgemeinen musikalischen Zeitung bewunderte besonders „die sehr gut gearbeitete Ouverture“, das „herrliche Finale“ des ersten Akts und die „überaus schöne, dramatische Szene oder große Arie, welche das Ganze beschließt“.
Die Partitur galt lange Zeit als verschollen. Man kannte nur ein Biblioteca Civica in Bergamo überliefertes Fragment der Schlussarie. Erst nach ihrer Wiederentdeckung im persönlichen Nachlass von Giuseppe Verdi kam es 2008 zu einer Neuproduktion im Staatstheater Braunschweig unter dem Dirigenten Gerd Schaller. Ein Mitschnitt wurde auf CD herausgegeben. Die Inszenierung stammte von Kerstin Maria Pöhlers.

## Aufnahmen
- 1994 – David Parry (Dirigent), Philharmonia Orchestra London.
 Penelope Walker (Fedra).
 Studioaufnahme; nur die Arie „Se fiero, Ippolito“.
 Opera Rara CD: ORCH 104, Mayr rediscovered.[7][8]
- März/April 2008 – Gerd Schaller (Dirigent), Orchester und Chor des Staatstheaters Braunschweig.
 Capucine Chiaudiani (Fedra), Tomasz Zagórski (Tesèo), Rebecca Nelsen (Ippolito), Dae-Bum Lee (Teramene), Hyo-Jin Shin (Atide), Jörn Lindemann (Filocle).
 Live aus dem Staatstheater Braunschweig.
 Oehms Classics OC920.[5][9]